# Пуща-Марянська (гміна)
Гміна Пуща-Марянська (пол. Gmina Puszcza Mariańska) — сільська гміна у центральній Польщі. Належить до Жирардовського повіту Мазовецького воєводства.
Станом на 31 грудня 2011 у гміні проживало 8416 осіб.

## Площа
Згідно з даними за 2007 рік площа гміни становила 142.41 км², у тому числі:
- орні землі: 62.00%
- ліси: 32.00%

Таким чином, площа гміни становить 26.74% площі повіту.

## Населення
Станом на 31 грудня 2011:
| Опис     | Загалом | Загалом | Чоловіки | Чоловіки | Жінки | Жінки |
| -------- | ------- | ------- | -------- | -------- | ----- | ----- |
| одиниця  | осіб    | %       | осіб     | %        | осіб  | %     |
| все      | 8416    | 100     | 4111     | 48.85    | 4305  | 51.15 |
| міське   | 0       | 100     | 0        |          | 0     |       |
| сільське | 8416    | 100     | 4111     | 48.85    | 4305  | 51.15 |

## Сусідні гміни
Гміна Пуща-Марянська межує з такими гмінами: Болімув, Віскіткі, Жирардув, Ковеси, Мщонув, Новий Кавенчин, Радзейовіце, Скерневіце.